# Jim-Patrick Müller
Jim-Patrick Müller (* 4. August 1989 in München) ist ein deutscher Fußballspieler.

## Karriere
Jim-Patrick Müller ist der Sohn von Bernd Müller und der Enkel des Nürnberger Meisterspielers Heini Müller. Er wuchs in Mittelfranken auf und folgte in der Jugend den Spuren seines Vaters: Er spielte beim TSV Roth, dem SC 04 Schwabach und der SpVgg Greuther Fürth. In Fürth spielte er ein Jahr in der U-19 in der A-Jugend-Bundesliga Süd/Südwest. Danach gehörte er drei Jahre der U-23 an, aber obwohl er als Stammspieler in der Fürther Regionalligareserve in dieser Zeit auf insgesamt 97 Einsätze kam und allein in seiner letzten Saison neun Tore erzielte, bekam er keine Chance im Zweitligateam der Franken.
Deshalb wechselte der vielseitige Offensivspieler, der sowohl als Mittel- oder Außenstürmer als auch im offensiven Mittelfeld spielen kann, nach Auslaufen seines Vertrags ablösefrei zum SSV Jahn Regensburg. In der Saison 2011/12 stand er vom ersten Spieltag an in der Startaufstellung und erzielte in den ersten fünf Partien zwei Tore. Am Ende der Ligasaison war Müller der einzige Spieler, der jede Minute auf dem Feld gestanden war. Ausgerechnet am letzten Spieltag sah er die fünfte Gelbe Karte und da der Verein Platz drei erreicht hatte, war er im ersten Relegationsspiel gegen den Drittletzten der 2. Bundesliga, den Karlsruher SC, gesperrt. Im Rückspiel stand er wieder auf dem Platz, diesmal wurde er in der hektischen Schlussphase in der Nachspielzeit vom Platz gestellt. Trotzdem reichte Jahn das 2:2-Endergebnis zum Aufstieg in die 2. Liga.
Zur Saison 2014/15 wurde Müller vom Zweitligisten SV Sandhausen verpflichtet. Unter Trainer Alois Schwartz kam der Flügelspieler im Profikader zu keinem Einsatz und spielte lediglich für die zweite Mannschaft in der Verbandsliga. Daraufhin wechselte Müller im Januar 2015 erneut und unterschrieb einen bis zum 30. Juni 2016 gültigen Vertrag beim Drittligisten Dynamo Dresden. Nachdem er mit Dresden in die 2. Bundesliga aufgestiegen war, wechselte er im Sommer 2016 zum Regionalligisten SpVgg Unterhaching. Mit Unterhaching gelang ihm im Jahr 2017 der Wiederaufstieg in die 3. Liga. In der Saison 2020/21 stand der Routinier nicht mehr im Profikader der SpVgg Unterhaching und wechselte im Januar 2021 zu Bayernligist DJK Vilzing. In seiner ersten Saison für Vilzing erzielte Müller 19 Tore und stieg mit der DJK in die Regionalliga Bayern auf. In der Saison 2023/24 gelang ihm mit den Vilzingern die Vizemeisterschaft in der Regionalliga. Nach viereinhalb Jahren bei der DJK Vilzing beschloss Müller, seine Karriere im Sommer 2025 zu beenden.

## Privates
Nach einem abgebrochenen BWL-Studium studiert Müller seit 2013 Politikwissenschaft an der Fernuniversität in Hagen.

## Erfolge
- 2012: Aufstieg in die 2. Fußball-Bundesliga mit Jahn Regensburg
- 2016: Aufstieg in die 2. Fußball-Bundesliga mit der SG Dynamo Dresden als Meister der 3. Liga
- 2017: Aufstieg in die 3. Liga mit der SpVgg Unterhaching